# هيو روس (لاعب الجسر)
هيو روس (بالإنجليزية: Hugh Ross)‏ هو لاعب الجسر ‏ أمريكي، ولد في 23 فبراير 1937، وتوفي في 20 نوفمبر 2017.